# Kościół Ucieczki Świętej Rodziny do Egiptu we Florianie
Kościół pod wezwaniem Ucieczki Świętej Rodziny do Egiptu (malt. Knisja tal-Ħarba tal-Familja Mqaddsa lejn l-Eġittu, ang. Church of the Flight of the Holy Family into Egypt) – jest to rzymskokatolicki kościół, stojący na Valletta Waterfront we Florianie na Malcie. Kościół został zbudowany w XVIII wieku. Służył posłudze religijnej pracującym w Pinto Stores oraz marynarzom. W roku 1941, podczas II wojny światowej budynek został trafiony bombą lotniczą. W roku 1989 zniszczone części zostały bardzo wiernie odbudowane, a reszta odrestaurowana, lecz świątynia wciąż pozostawała zdesakralizowana. Po zakończeniu odnawiania Valletta Waterfront w roku 2006, w kościele przywrócono możliwość odprawiania ceremonii religijnych.

## Historia
Kościół ten, jako jedyny na Malcie, jest dedykowany ucieczce Świętej Rodziny do Egiptu. Budowa świątyni zakończona została w roku 1752, podczas rządów Wielkiego Mistrza Manuela Pinto da Fonseca. Wtedy też kościół otrzymał wezwanie, pod którym znany jest do dzisiaj. Był używany przez przybywających oraz odpływających marynarzy. Budynek został poważnie uszkodzony podczas ataku lotniczego 16 stycznia 1941 roku. W roku 1989 został odnowiony. Posługa religijna w kościele została ponownie zainaugurowana 28 lipca 2006 roku, będąc częścią projektu Valletta Waterfront. Od tego czasu odbywają się tam również recitale i koncerty, głównie muzyki poważnej, sakralnej i kameralnej, oraz różne wystawy sztuki.

## Budynek
Projekt tego barokowego kościoła przypisywany jest architektowi Andrei Belliemu. Świątynia jest niewielka, lecz wspaniale ozdobiona. Styl fasady jest zdecydowanie barokowy i jest zakomponowany tak, aby nie zdominować fasad sąsadujących magazynów. Pomimo niewielkich rozmiarów świątyni, jej twórca zadbał, aby fasada miała wszystkie elementy dużego kościoła: dwie dzwonnice, imponujące gzymsy i wspaniałe detale barokowe. Ponad drzwiami znajduje się inskrypcja, która głosi:

Aeterna Patris Figlio

Matri Semper Vergini,

Nec Non Putativo Patris

In Aegypto Tutatis

In Humilimae Servitutis Titulum.

MDCCLII

Strojny w cesarską koronę kartusz z herbem Wielkiego Mistrza Pinto, znajdujący się ponad napisem, oraz wysoko umieszczone okno, w szczególności podkreślają finezję architekta.  

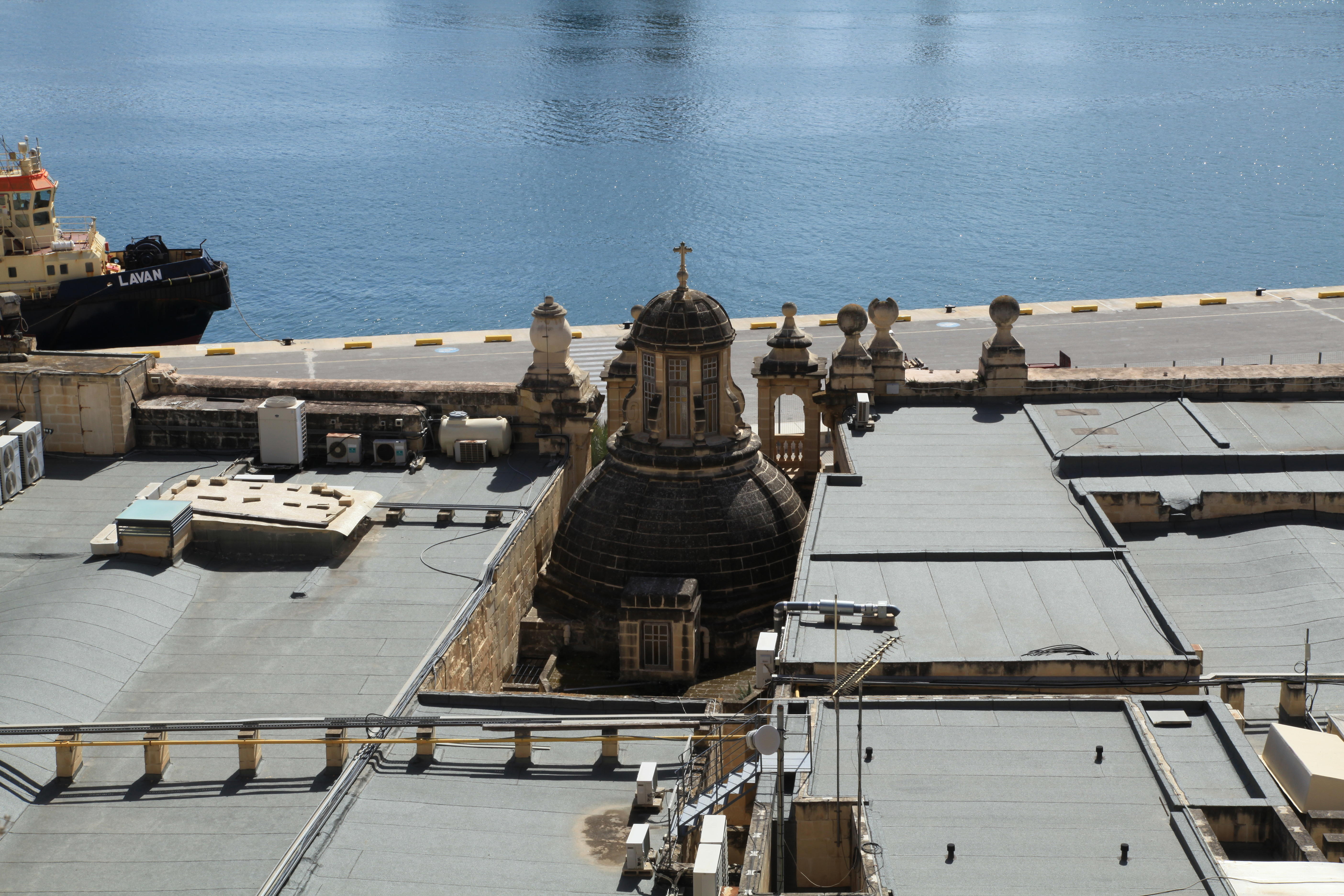
Widok kościoła z fortyfikacji Floriany.

## Wnętrze
Wnętrze świątyni, choć niewielkie, przykryte jest kopułą, a nawa ołtarzowa jest prawdziwym arcydziełem architektury barokowej. Obraz tytularny ponad głównym ołtarzem przedstawia ucieczkę świętej Rodziny do Egiptu. Widzimy na nim Dziewicę Maryję z Dzieciątkiem Jezus na rękach, odpoczywających w cieniu drzew palmowych podczas drogi do Egiptu, kiedy św. Józef zapewnia osłonę cienia również dla siebie i swojego osiołka. Widać tam też anioły, opiekujące się Świętą Rodziną. Ściany wnętrza są sowicie ozdobione rzeźbami, czyniąc kościół wspaniałym przykładem architektury barokowej.

## Dziedzictwo
Kościół (jako część Pinto Stores) znajduje się na liście National Inventory of the Cultural Property of the Maltese Islands (NICPMI).